# Ita (Prinzessin)
Ita war eine altägyptische Königstochter (Sa-nesut) der 12. Dynastie, die von zwei Objekten bekannt ist. Sie war eventuell die Tochter von König (Pharao) Amenemhet II.
Von Ita gibt es eine Sphinx, die im syrischen Qatna gefunden wurde. Auf der Sphinx trägt sie die Titel Mitglied der Elite (Irit-pat) und leibliche Königstochter (Sa-nesut en chet.ef).
Eine gleichnamige Königstochter ist auch von einem Grab in Dahschur bekannt. Dieses wurde unberaubt aufgefunden und der Name der Prinzessin war auf dem Sarg erhalten. Hier trägt sie nur den Titel Königstochter. Im Grab fanden sich Modellwerkzeuge, eine Kiste mit Steingefäßen mit sogenannten heiligen Ölen und ein Weihrauchbrenner aus Bronze. Der Sarg beinhaltete noch zahlreiche Schmuckstücke, darunter einen Halskragen, Arm- und Fußbänder, die Figur einer Schwalbe, eine Geißel, eine Schlagkeule und auch einen Prunkdolch. Es ist unsicher, ob beide Belege zur selben Person gehören. Die Statue aus Qatna datiert stilistisch unter König Sesostris I. oder Amenemhet II., während das Grab eventuell viel später anzusetzen ist.

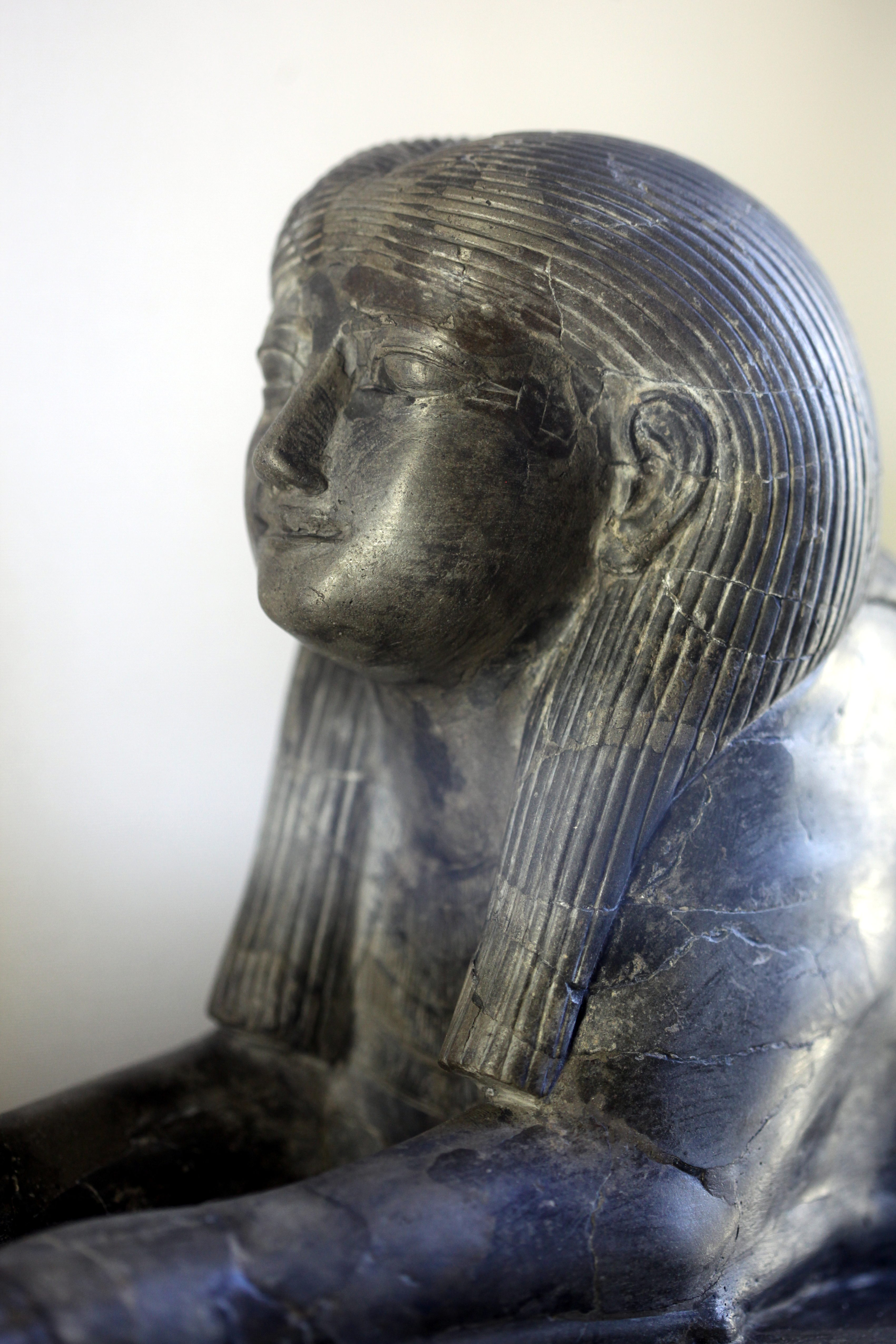
Sphinx der Ita
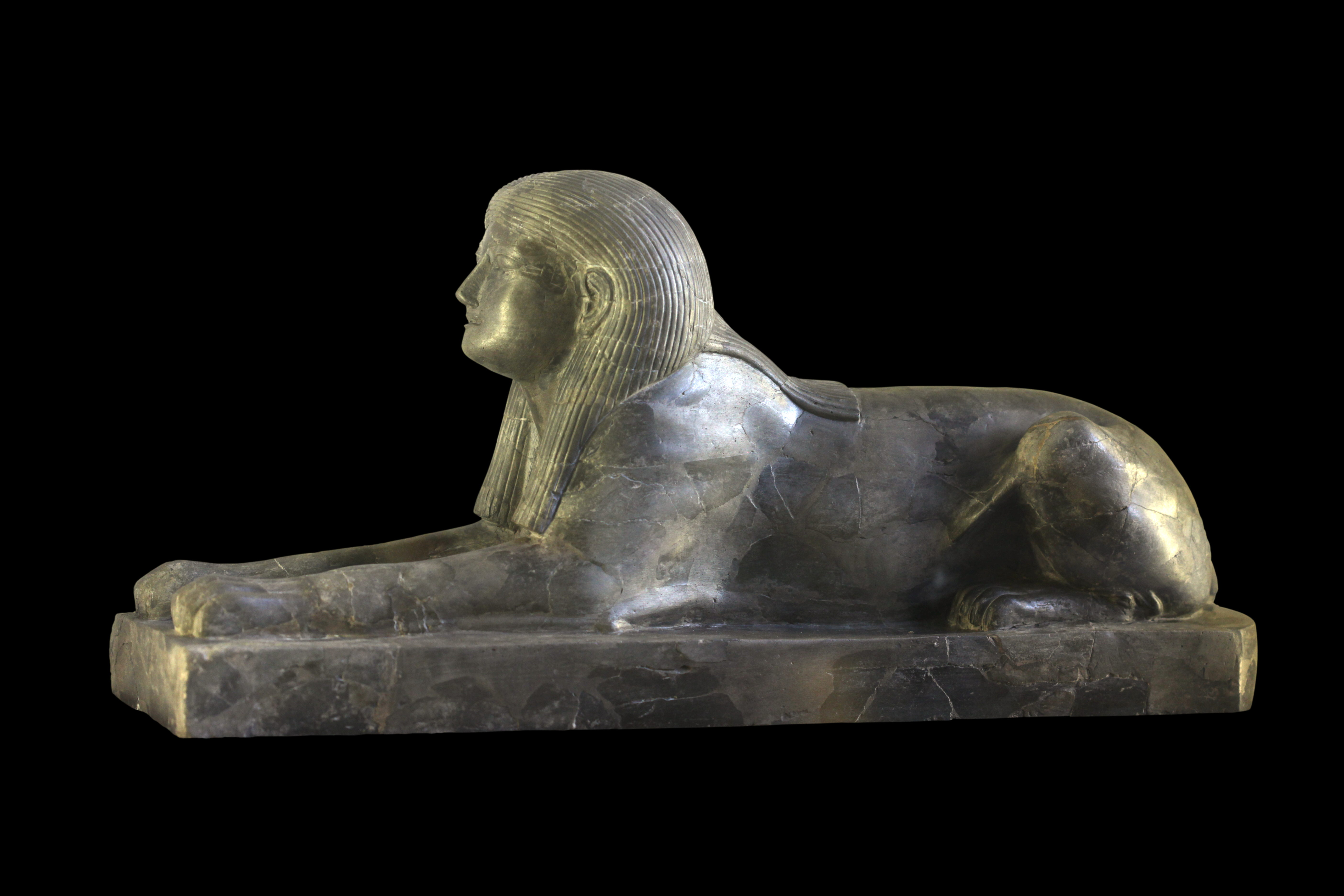
Sphinx der Ita, Paris, Louvre
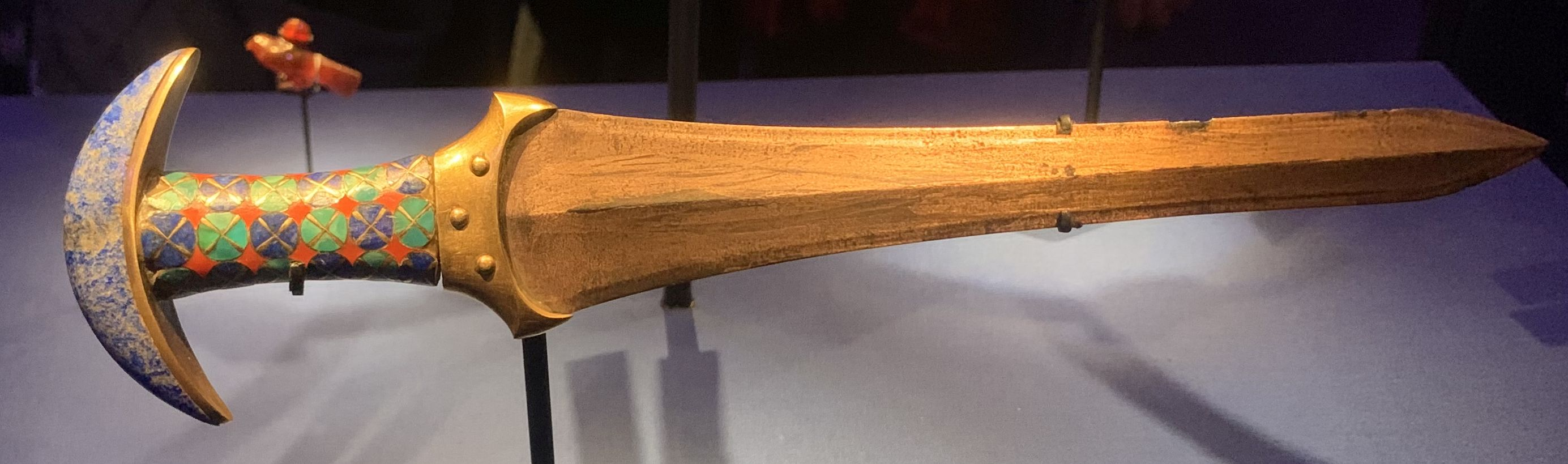
Dolch aus dem Grab der Ita